# Marco Rodríguez (játékvezető)
Marco Antonio Rodríguez (Mexikóváros, 1973. november 10. –) mexikói nemzetközi labdarúgó-játékvezető. Teljes neve: Marco Antonio Rodríguez Moreno. Egyéb foglalkozása testnevelő tanár. A mexikói sajtó, a Chiquidrácula vagy ChiquiMarco, a Drakula becenévvel ruházta fel.

## Pályafutása

### Nemzeti játékvezetés
1997-ben lett a legmagasabb labdarúgó osztály játékvezetője.

### Nemzetközi játékvezetés
A Mexikói labdarúgó-szövetség Játékvezető Bizottsága (JB) terjesztette fel nemzetközi játékvezetőnek, a Nemzetközi Labdarúgó-szövetség (FIFA) 1999-től tartotta nyilván bírói keretében. Több válogatott és nemzetközi klubmérkőzést vezetett. Az első nemzetközi válogatott mérkőzése 1999. március 3-án a Paraguay–Guatemala válogatottak találkozója volt.

#### Labdarúgó-világbajnokság

##### U17-es labdarúgó-világbajnokság
Finnország 10., a 2003-as U17-es labdarúgó-világbajnokságot, Peru a 11., a 2005-ös U17-es labdarúgó-világbajnokságot valamint az Egyesült Arab Emírségek a 15., a 2013-as U17-es labdarúgó-világbajnokságot rendezte, ahol a FIFA JB bíróként alkalmazta.

###### 2003-as U17-es labdarúgó-világbajnokság
| Időpont             | Helyszín                | Mérkőzés típusa              | Mérkőzés                | Eredmény | Nézők száma |
| ------------------- | ----------------------- | ---------------------------- | ----------------------- | -------- | ----------- |
| 2003. augusztus 14. | Ratina Stadion, Tampere | csoportmérkőzés (C. csoport) | Kamerun–Brazília        | 1 – 1    | 8250        |
| 2003. augusztus 17. | Lahden Stadion, Lahti   | csoportmérkőzés (D. csoport) | Dél-Korea–Spanyolország | 2 – 3    | 3470        |
| 2003. augusztus 20. | Ratina Stadion, Tampere | csoportmérkőzés (C. csoport) | Brazília–Jemen          | 3 – 0    | 5896        |
| 2003. augusztus 27. | Ratina Stadion, Tampere | egyik elődöntő               | Kolumbia–Brazília       | 0 – 2    | 7675        |

###### 2005-ös U17-es labdarúgó-világbajnokság
| Időpont              | Helyszín                      | Mérkőzés típusa              | Mérkőzés         | Eredmény | Nézők száma |
| -------------------- | ----------------------------- | ---------------------------- | ---------------- | -------- | ----------- |
| 2005. szeptember 17. | Miguel Grau Stadion, Piura    | csoportmérkőzés (D. csoport) | Brazília–Gambia  | 1 – 3    | 22 300      |
| 2005. szeptember 25. | Max Augustín Stadion, Iquitos | egyik negyeddöntő            | Törökország–Kína | 5 – 1    | 24 000      |

###### 2013-as U17-es labdarúgó-világbajnokság
| Időpont           | Helyszín                              | Mérkőzés típusa              | Mérkőzés           | Eredmény | Nézők száma |
| ----------------- | ------------------------------------- | ---------------------------- | ------------------ | -------- | ----------- |
| 2013. október 17. | Mohammed Bin Zayed Stadion, Abu-Dzabi | csoportmérkőzés (A. csoport) | Brazília–Szlovákia | 6 – 1    | 8650        |
| 2013. október 29. | Emirates Club Stadion, Rász el-Haima  | egyik nyolcaddöntő           | Uruguay–Szlovákia  | 4 – 2    | 2215        |

---

##### U20-as labdarúgó-világbajnokság
Egyiptom rendezte a 17., a 2009-es U20-as labdarúgó-világbajnokságot, ahol a FIFA JB hivatalnokként foglalkoztatta.

###### 2009-es U20-as labdarúgó-világbajnokság
| Időpont              | Helyszín                         | Mérkőzés típusa              | Mérkőzés              | Eredmény | Nézők száma |
| -------------------- | -------------------------------- | ---------------------------- | --------------------- | -------- | ----------- |
| 2009. szeptember 27. | Városi Stadion, Port Szaíd       | csoportmérkőzés (E. csoport) | Csehország–Ausztrália | 2 – 1    | 16 000      |
| 2009. október 1.     | Kairói Nemzetközi Stadion, Kairó | csoportmérkőzés (A. csoport) | Olaszország–Egyiptom  | 2 – 4    | 63 674      |
| 2009. október 7.     | Városi Stadion, Port Szaíd       | egyik nyolcaddöntő           | Brazília–Uruguay      | 3 – 1    | 11 200      |

---
A világbajnoki döntőhöz vezető úton Németországba a XVIII., a 2006-os labdarúgó-világbajnokságra, Dél-Afrikába a XIX., a 2010-es labdarúgó-világbajnokságra, valamint Brazíliába a XX., a 2014-es labdarúgó-világbajnokságra a FIFA JB bíróként alkalmazta. Világbajnokságon vezetett mérkőzéseinek száma: 4.

##### 2006-os labdarúgó-világbajnokság

###### Selejtező mérkőzés
| Időpont             | Helyszín                                              | Mérkőzés típusa           | Mérkőzés                                     | Eredmény | Nézők száma |
| ------------------- | ----------------------------------------------------- | ------------------------- | -------------------------------------------- | -------- | ----------- |
| 2004. március 26.   | Pedro Marrero Stadion, Havanna                        | előselejtező (1. forduló) | Kuba–Kajmán-szigetek                         | 3 – 0    | 3500        |
| 2004. június 20.    | Mateo Flores Stadion, Guatemalaváros                  | előselejtező (2. forduló) | Guatemala–Suriname                           | 3 – 1    | 19 610      |
| 2004. augusztus 18. | Alejandro Morera Soto Stadion, Alajuela               | előselejtező (3. forduló) | Costa Rica–Honduras                          | 2 – 5    | 14 000      |
| 2004. szeptember 8. | Rommel Fernández Stadion, Panamaváros                 | előselejtező (3. forduló) | Panama–Amerika                               | 1 – 1    | 15 000      |
| 2004. november 17.  | Mateo Flores Stadion, Guatemalaváros                  | előselejtező (3. forduló) | Guatemala–Kanada                             | 0 – 1    | 18 000      |
| 2005. március 26.   | Ricardo Saprissa Aymá Stadion, San José de Costa Rica | előselejtező (3. forduló) | Costa Rica–Panama                            | 2 – 1    |             |
| 2005. augusztus 17. | Rentschler Field Stadion, East Hartford               | előselejtező (3. forduló) | Amerikai Egyesült Államok–Trinidad és Tobago | 1 – 0    | 25 488      |
| 2005. szeptember 7. | Mateo Flores Stadion, Guatemalaváros                  | előselejtező (3. forduló) | Guatemala–Amerika                            | 0 – 0    | 27 000      |

###### Világbajnoki mérkőzés
Németországban rendezték a XVIII., a 2006-os labdarúgó-világbajnokság döntő találkozóit, ahol a FIFA JB mérkőzésvezetőként alkalmazta. Az Elefántcsontpart–Szerbia és Montenegró mérkőzésre nem a játék volt jellemző, hanem a heves harc, fegyelmezési céllal 4/5 sárga és 1/1 piros lap került felmutatásra. Nem volt a világbajnokság kiemelt játékvezetője, a tartalékok közül lépett előre, a maga 32 évével a legfiatalabb bíró volt.
| Időpont          | Helyszín                               | Mérkőzés típusa        | Mérkőzés                               | Eredmény | Nézők száma |
| ---------------- | -------------------------------------- | ---------------------- | -------------------------------------- | -------- | ----------- |
| 2006. június 10. | Commerzbank Stadion, Frankfurt am Main | selejtező (B. csoport) | Anglia–Paraguay                        | 1 – 0    | 48 000      |
| 2006. június 21. | Allianz Stadion, München               | selejtező (C. csoport) | Elefántcsontpart–Szerbia és Montenegró | 3 – 2    | 66 000      |

##### 2010-es labdarúgó-világbajnokság
A FIFA 2010. február 5-én kijelölte a (június 11.-július 11.) közötti dél-afrikai világbajnokságon közreműködő harminc játékvezetőt, akik Kassai Viktor és 28 társa között ott lehetett a világtornán. Az érintettek március 2-6. között a Kanári-szigeteken vettek részt szemináriumon, ezt megelőzően február 26-án Zürichben orvosi vizsgálaton kellett megjelenniük. Az ellenőrző vizsgálatokon megfelelt az elvárásoknak, így a FIFA JB delegálta az utazó keretbe.

###### Selejtező mérkőzés
| Időpont              | Helyszín                                       | Mérkőzés típusa           | Mérkőzés                       | Eredmény | Nézők száma |
| -------------------- | ---------------------------------------------- | ------------------------- | ------------------------------ | -------- | ----------- |
| 2008. június 15.     | StubHub Center Stadion, Carson                 | előselejtező (2. forduló) | Amerika–Barbados               | 8 – 0    | 11 476      |
| 2008. június 22.     | Cuscatlán Stadion, San Salvador                | előselejtező (2. forduló) | Salvador–Panama                | 3 – 1    | 27 420      |
| 2008. augusztus 20.  | Ricardo Saprissa Aymá Stadion, San José        | előselejtező (3. forduló) | Costa Rica–Salvador            | 1 – 0    | 27 000      |
| 2008. szeptember 10. | Mateo Flores Stadion, Guatemalaváros           | előselejtező (3. forduló) | Guatemala–Kuba                 | 4 – 1    | 19 750      |
| 2008. november 19.   | André Kamperveen Stadion, Paramaribo           | előselejtező (3. forduló) | Suriname–Haiti                 | 1 – 1    | 800         |
| 2009. február 11.    | Cuscatlán Stadion, San Salvador                | előselejtező (4. forduló) | El Salvador–Trinidad és Tobago | 2 – 2    | 25 000      |
| 2009. augusztus 12.  | Olímpico Metropolitano Stadion, San Pedro Sula | előselejtező (4. forduló) | Honduras–Costa Rica            | 4 – 0    | 30 000      |

###### Világbajnoki mérkőzés
| Időpont          | Helyszín                          | Mérkőzés típusa        | Mérkőzés               | Eredmény | Nézők száma |
| ---------------- | --------------------------------- | ---------------------- | ---------------------- | -------- | ----------- |
| 2010. június 13. | Mabhida Stadion Stadion, Durban   | selejtező (D. csoport) | Németország–Ausztrália | 4 – 0    | 62 660      |
| 2010. június 25. | Loftus Versfeld Stadion, Pretoria | selejtező (H. csoport) | Chile–Észak-Írország   | 1 – 2    | 41 958      |

##### 2014-es labdarúgó-világbajnokság
2012-ben a FIFA JB bejelentette, hogy a brazil labdarúgó-világbajnokság lehetséges játékvezetőinek átmeneti listájára jelölte. A kiválasztottak mindegyike részt vett több szakmai szemináriumon. A FIFA JB 25 bírót és segítőiket, valamint kilenc tartalék bírót és melléjük egy-egy asszisztenst nevezett meg. A végleges listát különböző technikai, fizikai, pszichológiai és egészségügyi tesztek teljesítése, valamint különböző erősségű összecsapásokon mutatott teljesítmények alapján állították össze.

###### Selejtező mérkőzés
| Időpont             | Helyszín                                    | Mérkőzés típusa           | Mérkőzés           | Eredmény | Nézők száma |
| ------------------- | ------------------------------------------- | ------------------------- | ------------------ | -------- | ----------- |
| 2012. szeptember 7. | Independence Park Stadion, Kingston         | előselejtező (3. forduló) | Jamaica–Amerika    | 2 – 1    | 25 000      |
| 2013. június 11.    | Tiburcio Carías Andino Stadion, Tegucigalpa | előselejtező (4. forduló) | Honduras–Jamaica   | 2 – 0    | 29 000      |
| 2013. szeptember 6. | Ricardo Saprissa Aymá Stadion, San José     | előselejtező (4. forduló) | Costa Rica–Amerika | 3 – 1    | 35 000      |

###### Világbajnoki mérkőzés
| Időpont          | Helyszín                         | Mérkőzés típusa             | Mérkőzés             | Eredmény | Nézők száma |
| ---------------- | -------------------------------- | --------------------------- | -------------------- | -------- | ----------- |
| 2014. június 17. | Estádio Mineirão, Belo Horizonte | csoportmérkőzés (H csoport) | Belgium–Algéria      | 2 – 1    | 56 800      |
| 2014. június 24. | Arena das Dunas, Natal           | csoportmérkőzés (D csoport) | Olaszország–Uruguay  | 0 – 1    | 39 706      |
| 2014. július 8.  | Estádio Mineirão, Belo Horizonte | egyik elődöntő              | Brazília–Németország | 1 – 7    | 58 141      |

#### Copa América
Peru a 41., a 2004-es Copa América labdarúgó tornán a CONMEBOL JB bíró szolgálattal bízta meg. Vezetett mérkőzéseinek száma: 3.

##### Copa América mérkőzés
| Időpont          | Helyszín                   | Mérkőzés típusa              | Mérkőzés         | Eredmény | Nézők száma |
| ---------------- | -------------------------- | ---------------------------- | ---------------- | -------- | ----------- |
| 2004. június 8.  | Városi Stadion, Arequipa   | csoportmérkőzés (C. csoport) | Brazília–Chile   | 1 – 0    | 35 000      |
| 2004. június 12. | Mansiche Stadion, Trujillo | csoportmérkőzés (A. csoport) | Peru–Kolumbia    | 2 – 2    | 25 000      |
| 2004. június 21. | Nemzeti Stadion, Lima      | egyik elődöntő               | Brazília–Uruguay | 1 – 1    | 10 000      |

#### CONCACAF-aranykupa
Az Amerikai Egyesült Államok a 8., a 2005-ös CONCACAF-aranykupa, a 9., a 2007-es CONCACAF-aranykupa a 10., a 2009-es CONCACAF-aranykupa, a 11., a 2011-es CONCACAF-aranykupa valamint a 12., a 2013-as CONCACAF-aranykupa labdarúgó tornán a CONCACAF JB Játékvezetői szolgálatra alkalmazta. Vezetett mérkőzéseinek száma: 9.

##### 2005-ös CONCACAF-aranykupa

###### Bajnoki mérkőzések
| Időpont          | Helyszín                   | Mérkőzés típusa        | Mérkőzés                    | Eredmény | Nézők száma |
| ---------------- | -------------------------- | ---------------------- | --------------------------- | -------- | ----------- |
| 2005. július 10. | Orange Bowl Stadion, Miami | selejtező (A. csoport) | Honduras–Kolumbia           | 2 – 1    | 17 292      |
| 2005. július 12. | Orange Bowl Stadion, Miami | selejtező (. csoport)  | Kolumbia–Trinidad és Tobago | 2 – 0    | 11 000      |

##### 2007-es CONCACAF-aranykupa

###### Bajnoki mérkőzések
| Időpont          | Helyszín                   | Mérkőzés típusa        | Mérkőzés     | Eredmény | Nézők száma |
| ---------------- | -------------------------- | ---------------------- | ------------ | -------- | ----------- |
| 2007. június 11. | Orange Bowl Stadion, Miami | selejtező (A. csoport) | Haiti–Kanada | 2 – 0    | 15 892      |

##### 2009-es CONCACAF-aranykupa

###### Selejtező mérkőzés
| Időpont          | Helyszín                             | Mérkőzés típusa           | Mérkőzés             | Eredmény |
| ---------------- | ------------------------------------ | ------------------------- | -------------------- | -------- |
| 2009. január 25. | Mateo Flores Stadion, Guatemalaváros | előselejtező (1. forduló) | Guatemala–Costa Rica | 1 – 3    |

###### Bajnoki mérkőzések
| Időpont          | Helyszín                           | Mérkőzés típusa        | Mérkőzés         | Eredmény | Nézők száma |
| ---------------- | ---------------------------------- | ---------------------- | ---------------- | -------- | ----------- |
| 2009. július 4.  | CenturyLink Field Stadion, Seattle | selejtező (B. csoport) | Honduras–Haiti   | 1 – 0    | 15 387      |
| 2009. július 11. | Gillette Stadion, Foxborough       | selejtező (B. csoport) | Honduras–Grenada | 4 – 0    | 24 137      |

##### 2011-es CONCACAF-aranykupa

###### Bajnoki mérkőzések
| Időpont          | Helyszín                     | Mérkőzés típusa        | Mérkőzés        | Eredmény | Nézők száma |
| ---------------- | ---------------------------- | ---------------------- | --------------- | -------- | ----------- |
| 2011. június 11. | Raymond James Stadion, Tampa | selejtező (C. csoport) | Amerika–Panama  | 1 – 2    | 27 731      |
| 2011. június 19. | RFK Stadion, Washington      | egyik negyeddöntő      | Jamaica–Amerika | 0 – 2    | 45 424      |

##### 2013-as CONCACAF-aranykupa

###### Bajnoki mérkőzések
| Időpont          | Helyszín                         | Mérkőzés típusa        | Mérkőzés                    | Eredmény | Nézők száma |
| ---------------- | -------------------------------- | ---------------------- | --------------------------- | -------- | ----------- |
| 2013. július 8.  | Red Bull Arena Stadion, Harrison | selejtező (B. csoport) | Salvador–Trinidad és Tobago | 2 – 2    | 20 000      |
| 2013. július 15. | BBVA Compass Stadion, Houston    | selejtező (B. csoport) | Honduras–Trinidad és Tobago | 0 – 2    | 21 783      |

#### Nemzetközi kupamérkőzések
Vezetett Kupa-döntők száma: 4.

##### CONCACAF Bajnokok Ligája
| Időpont           | Helyszín                         | Mérkőzés típusa     | Mérkőzés                          | Eredmény | Nézők száma |
| ----------------- | -------------------------------- | ------------------- | --------------------------------- | -------- | ----------- |
| 2009. április 22. | Azul Stadion, Mexikóváros        | döntő (1. mérkőzés) | Cruz Azul–Club de Fútbol Atlante  | 0 – 2    | 22 718      |
| 2010. április 28. | Hidalgo Stadion, Pachuca de Soto | döntő (2. mérkőzés) | Club de Fútbol Pachuca– Cruz Azul | 1 – 0    | 26 500      |
| 2013. május 1.    | Tecnológico Stadion, Monterrey   | döntő (2. mérkőzés) | CF Monterrey –Club Santos Laguna  | 4 – 2    | 33 667      |

##### FIFA-klubvilágbajnokság
Japán az 5., a 2007-es FIFA-klubvilágbajnokságot, valamint a 10., a 2012-es FIFA-klubvilágbajnokságot rendezte, ahol a FIFA JB játékvezetőként alkalmazta.

###### 2007-es FIFA-klubvilágbajnokság
| Időpont            | Helyszín                                | Mérkőzés típusa       | Mérkőzés                                        | Eredmény | Nézők száma |
| ------------------ | --------------------------------------- | --------------------- | ----------------------------------------------- | -------- | ----------- |
| 2007. december 7.  | Nemzeti Olimpiai Stadion Stadion, Tokió | negyeddöntő rájátszás | Sepahan FC (iráni) –Waitakere United (ausztrál) | 3 – 1    | 24 788      |
| 2007. december 16. | Nemzetközi Stadion, Jokohama            | döntő                 | CA Boca Juniors–AC Milan                        | 2 – 4    | 68 263      |

###### 2012-es FIFA-klubvilágbajnokság
| Időpont            | Helyszín            | Mérkőzés típusa | Mérkőzés                                     | Eredmény | Nézők száma |
| ------------------ | ------------------- | --------------- | -------------------------------------------- | -------- | ----------- |
| 2012. december 12. | GSP Stadion, Tojota | egíik elődöntő  | Al-Ahly (egyiptomi) –SC Corinthians Paulista | 0 – 1    | 31 417      |

## Szakmai sikerek
A IFFHS (International Federation of Football History & Statistics) 1987-2011 évadokról tartott nemzetközi szavazásán 151, játékvezető besorolásával minden idők 117, legjobb bírójának rangsorolta, holtversenyben Dzsamál as-Saríf, Stefano Farina, Massimo de Santis, Dermot Gallagher, Eduardo Iturralde González, Gianluca Paparesta és Alekszej Nyikolajevics Szpirin társaságában.